# Fredrik Fasting Torgersen
Fredrik Ludvig Fasting Torgersen (født 1. oktober 1934, død 19. juni 2015) var en norsk mand, der blev dømt for drab på en 16-årig kvinde i 1958. Han var 16 år i fængsel, inden han blev frigivet.
I 2013 sagde Bjørg Njaa, en datter af en dommer fra retssagen i 1958, at hendes far var forudindtaget mod Torgersen, selv før han fik besked om at blive dommer i retssagen.
I 2014 blev han nægtet adgang til officielle optagelser af dengang leder af Den rettsmedisinske kommisjonen, Bjørnar Olaisen, da han gav svar til Kommisjonen for gjeno-pptagelse av straffesaker.
Resultatet af en afstemning i Verdens Gang [mens Torgersen levede], sagde, at 80% af befolkningen i Norge ønskede at Torgersen burde få en ny retssag.
I 2017, to år efter Fredrik Fasting Torgersens død, forsøgte hans advokat at få sagen genoptaget.